# La Sanguijuela, Oaxaca
La Sanguijuela är en ort i Mexiko.   Den ligger i kommunen Santa Catarina Juquila och delstaten Oaxaca, i den sydöstra delen av landet, 400 km sydost om huvudstaden Mexico City. La Sanguijuela ligger 1 101 meter över havet och antalet invånare är 116.
Terrängen runt La Sanguijuela är huvudsakligen kuperad, men åt nordost är den bergig. Runt La Sanguijuela är det ganska tätbefolkat, med 93 invånare per kvadratkilometer. Närmaste större samhälle är Santiago Yaitepec, 9,0 km nordost om La Sanguijuela. I omgivningarna runt La Sanguijuela växer i huvudsak städsegrön lövskog.